# جان کنستانتین
جان کنستانتین (به انگلیسی: John Constantine) یک شخصیت خیالی ابرقهرمان در کتب کامیک دی‌سی کامیکس است؛ این شخصیت توسط آلن مور، جان تاتلبن و استیون بیست خلق و برای اولین بار، در شمارهٔ ۳۷ مجلهٔ کمیک‌های سرگذشت‌نامه سوامپ تینگ در ژوئن ۱۹۸۵ معرفی شد.
فیلم سینمایی کنستانتین محصول سال ۲۰۰۵، که نسخه‌ای آمریکایی از این شخصیت را به تصویر می‌کشد، نقش او توسط کیانو ریوز ایفا شده‌است. مت رایان، هنرپیشه ولزی نیز نقش جان کنستانتین را در مجموعهٔ تلویزیونی شبکهٔ ان‌بی‌سی با عنوان کنستانتین ایفا کرده‌است.

## زندگی شخصی
در اوایل حضور کنستانتین در سوامپ تینگ، گذشته ی او یک راز بود؛ زندگی او به عنوان کودک و بزرگسال هنوز تا داستان های هل‌بلیزر جیمی دلانو ساخته نشده بود. جان کنستانتین در شهر لیورپول، لانکاشر (مرزیساید کنونی) در ۱۰ مه ۱۹۵۳ زاده شد. مادر او موقعی که جان به دنیا آمد و برادرش سقط شد، از دنیا رفت. پدر جان، توماس، همیشه جان را مسئول مرگ مادرش می‌دانست و آن دو با تنفر از همدیگر بزرگ شدند. جان وقتی در رحم مادر بود، برادر دوقلوی خودش را با بند ناف خفه کرد؛ در یک دنیای موازی، آن برادر دوقلو زنده می ماند و تبدیل به جادوگر قابل قبولی شد که جان هیچوقت نتوانست باشد.
در کودکی، جان و خواهر بزرگترش چریل، به سختی توانستند با خاله و عمویشان در نورث‌همپتون زندگی کنند تا از دست الکلیسم پدرشان که لباس زیر یکی از همسایه های زن را هم دزدیده بود و به زندان رفته بود، فرار کنند. آنها وقتی پدرشان از زندان آزاد شد به لیورپول برگشتند. درجه اصالت و اجداد جان به اسم جادوگران پر خنده شناخته می‌شد. ساحرانی افسانه ای که قدرت هم‌زمانی را داشتند و به حقه زدن به خدایان معروف بودند. این درجه اصالت، بعدا جان را وادار می‌کند تا راه آنها را ادامه دهد و جادو را تمرین کند. اولین حرکت های جان به سمت جادوگری در کودکی، این بود که تمام بی گناهی و آسیب پذیری خود را در جعبه ای پنهان کند و از آن خلاص شود. بعدا در دهه ۶۰ میلادی، جان که نوجوان بود، از خانه فرار کرد. که البته بعد از آن، یک نفرین خراب شده، کاری کرد که پدر او سست و ناتوان شود. جان بعد ها در سال ۱۹۶۹، خانه ی اصلی خود را خرید و با فرانسیس چاس چندلر هم اتاقی شد، مردی که هنوز هم دوست صمیمی و طولانی جان است.

در دهه ی ۷۰، جان در چند تا سیرک در لندن شرکت کرد. او بعدا به کشور های مختلف سفر کرد و به سان فرانسیسکو رفت، جایی که با جادوگر معروف زن زاتانا زاتارا دیدار کرد و آنها مدتی معشوقه بودند. او همچنین بعد از دیدن اجرای سکس پیستولز در سال ۱۹۷۷ شیفته ی سبک موسیقی پانک راک شد، جان موهای بلندش را کوتاه کرد، لقب خودش را جانی-کان-جاب گذاشت و بند موسیقی خودش را به نام Mucous Membrane تشکیل داد. اعضای این بند چندلر، بینو و گری لستر بودند. آنها بعدا آلبوم موسیقی خود به نام Venus of the Hardsell را منتشر کردند. جان همچنین بعد ها به عنوان جادوگر برنامه ای اجرا کرد که به خاطر آن برنامه بسیار مشهور شد، چون اقدام ترور رئیس جمهور ایالات متحده رونالد ریگان را پیش‌بینی کرد.
اولین اجرا های جان در سیرک، یک فاجعه بود. در اجرای موسیقی با بند خود Mucous Membrane در کلاب کاسانوا در نیوکاسل، او عواقب وحشتناک یک اجرای جادو را دید که بسیار بد بود؛ یک کودک آسیب دیده، آسترا لوگ، یک هیولای پنهان را درون خودش پیدا کرد که می‌خواست از پدرش و مدیر کلاب و کسانی که کودک را اذیت کرده اند، انتقام بگیرد. با توجه زیاد، جان افراد بند خود و بعضی از جادوگران دیگر در صحنه را قانع کرد که جلوی آن هیولا را طوری می‌توانند بگیرند که هیولایی قدرتمند تر از خودشان می‌ساختند. متاسفانه، این هیولا زیر کنترل آنها نبود؛ و بعد از اینکه هیولای آن کودک را شکست داد، اعضای بند جان را جن‌زده کرد و آن کودک را با خود به جهنم برد. جان، آن هیولا را با اسم فرعی و نه اسم اصلیش نرگال صدا کرده بود، که باعث شد نتواند آن هیولا را به خواسته ی خود کنترل کند. نرگال بعدا یکی از دشمن های معمولی جان در سری بود. جان بعد از این اتفاقات، بسیار رنج کشید و به بیمارستان روانی رِیون‌اسکار رفت. 
گناه آسترا برای سال های روی او ماند تا وقتی که در چهل و سه سالگی، او توانست با نوعی از جادو نه تنها روح آن کودک، بلکه روح تمام کودکان زندانی در جهنم را آزاد کند. بعد از حادثه ی نیوکاسل، بقیه ی اعضای کلاب نیوکاسل هم وحشت زده بودند.